# Through the Barricades
Through the Barricades è il quinto album in studio del gruppo inglese Spandau Ballet, pubblicato nel 1986 dalla Epic Records.

## Descrizione
Registrato tra Francia e Germania, Through the Barricades ha prodotto tre singoli di successo nel Regno Unito: Fight for Ourselves (posizione 15), How Many Lies? (posizione 34) e l'ultimo successo nella top ten della band, il singolo omonimo Through the Barricades (posizione 6). Il primo singolo, Fight for Ourselves, fu presentato in anteprima in Italia molti mesi in anticipo rispetto alla pubblicazione dell'album, quando il gruppo fu ospite alla 36ª edizione del Festival di Sanremo nel febbraio 1986.
L'album è stato rimasterizzato nel 2017 con l'aggiunta di alcune bonus track oltre l'inedito strumentale Fight... The Heartache e un DVD con il documentario dell'album e i video dei vari singoli.

## Tracce
1. Barricades (Introduction) - 1:17
2. Cross the Line - 4:07
3. Man in Chains - 5:40
4. How Many Lies? - 5:21
5. Virgin - 4:23
6. Fight for Ourselves - 4:22
7. Swept - 4:53
8. Snakes and Lovers - 4:36
9. Through the Barricades - 5:58

## Formazione
- Tony Hadley - voce
- Gary Kemp - chitarra
- Steve Norman - sassofono, percussioni
- Martin Kemp - basso
- John Keeble - batteria

## Classifiche

### Classifiche settimanali
| Classifica (1986/87) | Posizione massima |
| -------------------- | ----------------- |
| Australia            | 26                |
| Canada               | 84                |
| Germania             | 9                 |
| Italia               | 1                 |
| Norvegia             | 8                 |
| Nuova Zelanda        | 48                |
| Paesi Bassi          | 6                 |
| Regno Unito          | 7                 |
| Spagna               | 6                 |
| Svezia               | 25                |
| Svizzera             | 25                |

### Classifiche di fine anno
| Classifica (1986) | Posizione |
| ----------------- | --------- |
| Italia            | 6         |
| Regno Unito       | 75        |
| Classifica (1987) | Posizione |
| Germania          | 59        |
| Paesi Bassi       | 25        |